# John Antonio García
John García (Machala, Provincia de El Oro, Ecuador, 17 de octubre de 1976) es un ex- futbolista ecuatoriano. Jugaba de centrocampista.

## Clubes
| Club                     | País    | Año         |
| ------------------------ | ------- | ----------- |
| Panamá Sporting Club     | Ecuador | 1993-1998   |
| Sociedad Deportivo Quito | Ecuador | 1999        |
| Panamá Sporting Club     | Ecuador | 1999-2001   |
| Audaz Octubrino          | Ecuador | 2002-2004   |
| LDU de Loja              | Ecuador | 2005-2006   |
| Barcelona SC             | Ecuador | 2006        |
| Deportivo Cuenca         | Ecuador | 2007-2010   |
| Atlético Audaz           | Ecuador | 2011        |
| Deportivo Quevedo        | Ecuador | 2012-2013   |
| Liga de Loja             | Ecuador | 2014        |
| Fuerza Amarilla SC       | Ecuador | 2015 - 2016 |